# Jahan Shah
Muzaffar al-Dīn Jahān Shāh bin Yūsuf (Khoy, 1397 o Mardin, 1405 – Bingöl, 11 de noviembre de 1467), Jahan. también escrito Jihan, fue el bey y caudillo de los turcomanos Kara Koyunlu que reinó en Azerbaiyán entre 1438 y 1467. Hijo del bey Qara Yusuf.
Bajo el gobierno de Jahan Shah, los Kara Koyunlu extendieron su dominio sobre Irak, Fars, e Isfahán (1453). En 1458 invadió Jorasán y tomó Herat del timúrida Abu-Saïd, pero el creciente poder de los Ak Koyunlu bajo el bey Uzún Hasán provocó un acuerdo entre Abu Said y Jahan Shah para dividir entre ellos Irán. Derrotado por los turcos otomanos en 1461, Uzún Hasán luchó contra los Kara Koyunlu derrotando y matando a Jahan Shah en 1467. También fue presuntamente aficionado a la bebida y el entretenimiento. Durante su reinado Shah Jahan, se construyeron en Tabriz, capital de la confederación, las escuelas teológicas de Gökmedrese y Muzafferiye. El siglo XV vio el comienzo de un período más importante en la historia de la literatura turca azerí. La posición de la lengua literaria se reforzó bajo el Kara Koyunlu (r. 1400-68), que tenía su capital en Tabriz. El mismo Jahan Shah (r. 1438-68) escribió poemas líricos en turco y persa utilizando el seudónimo de Ḥaqiqi.

## Ascenso al poder
Alrededor de 1420, Jahan Shah se casó con la hija de Alejo IV de Trebisonda y Teodora Cantacucena. Como parte del acuerdo entre los dos soberanos, Alejo IV se comprometió a entregar el tributo que Trebisonda había pagado anteriormente a Tamerlán a los Kara Koyunlu. Jahan Shah había temido por su vida durante el reinado de su hermano Qara Iskander (1420-1436) —que le consideraba un posible rival por el trono— y se había refugiado con su otro hermano Ispend, que gobernaba Bagdad. En 1436 obtuvo la ayuda del timúrida Shahruj para derrotar a Qara Iskander y tomar el trono para sí. Al haber recibido esta ayuda para hacerse con el poder, al comienzo reinó como vasallo de los timúridas.
En el año 1462, Abd al-Razzaq describió el reinado de Jahan-shah en los siguientes términos:

Debido a la administración benévola (Inayat husn-i 'va Lutf-i atifat) de Mirza Jahan-shah, Azerbaiyán era un Estado muy floreciente. Ese bien intencionado soberano se esforzaba por practicar la justicia, asegurar la prosperidad del país y tratar a sus súbditos con honor. La capital, Tabriz, por su numerosa población y la prevalencia de la tranquilidad, recordaba Egipto (Misr-i Jami). Los rumores del buen comportamiento de este agraciado rey se extendieron por todo el mundo. Los habitantes de su reino protegido por Dios, indiferentes a las flechas de acontecimientos, disfrutaban de paz.

## Campañas contra Georgia

Territorios bajo control de los Kara Koyunlu.

En 1440, Alejandro I de Georgia rechazó pagar tributo a Jahan Shah. En marzo este respondió a la negativa invadiendo Georgia al frente de un ejército de veinte mil hombres, destruyó Samshvilde y saqueó Tiflis antes de regresar a Tabriz. Cuatro años más tarde, realizó una segunda incursión, durante la que sus fuerzas se enfrentaron a las del heredero de Alejando, Vajtang IV en Ajaltsije. Ninguno de los dos bandos obtuvo una victoria clara y Jahan Shah se retiró de nuevo a Tabriz.

## Conquista de Bagdad
Ispend, el hermano de Jahan Shah que había gobernado Bagdad y sus territorios durante doce años, falleció en 1445 y dejó sus dominios a su sobrino Elvend al ser su hijo Fulad demasiado joven para sucederle. La mayoría de los emires, así como el propio Jahān Shāh prefería, no obstante, a Fulad. Jahān Shāh organizó una expedición contra Bagdad para la que contó con el respaldo de algunos emires bagdadíes, que se habían refugiado en su corte. Tras un asedio de siete meses la ciudad cayó en sus manos en junio de 1446.

## Independencia de la tutela timúrida
A la muerte de Shahruj en 1447, Jahan Shah se independizó como caudillo de los Kara Koyunlu y adoptó los títulos de sultán y kan. Al mismo tiempo, sin embargo, los timúridas aprovecharon los conflictos entre los príncipes oguz para arrebatarles Sultaniya y Qazvín.

## Conflictos con los Ak Koyunlu
A partir de 1447, Jahan Shah se enfrascó en una contienda con los Ak Koyunlu, tradicionales enemigos de los Kara Koyunlu. Jahān Shāh deseaba derrotar a su caudillo Uzun Hasan y someterlo como vasallo. La lucha entre las dos confederaciones continuó hasta 1451 y causó enormes perjuicios a ambas.

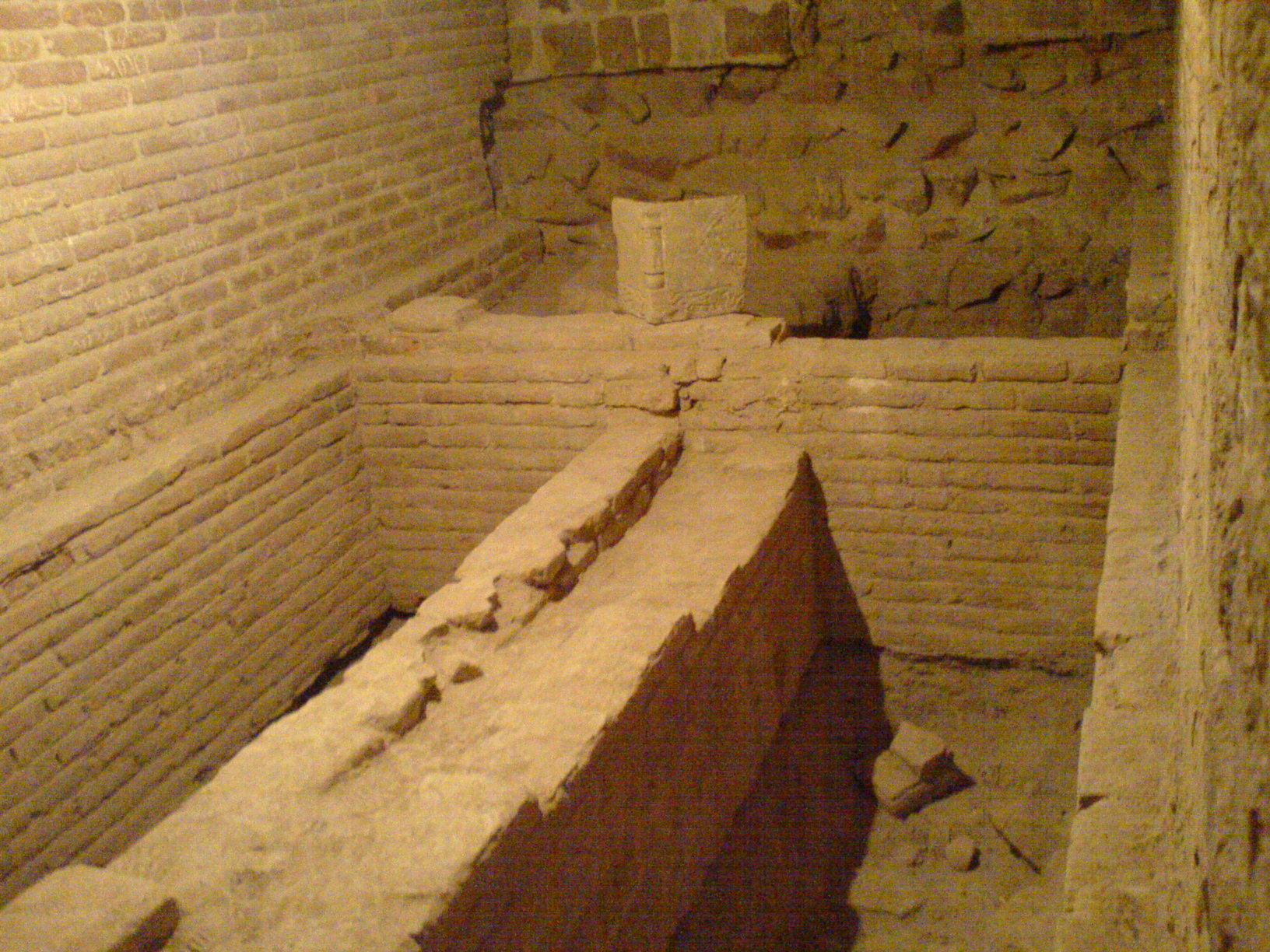
La tumba de Jahan Shah en la zona meridional de la Goy Macid de Tabriz.

Jahan Shah partió de Tabriz el 16 de mayo de 1466 al frente de un gran ejército y penetró en la cuenca del lago de Van. Mientras se encontraba allí, recibió noticia de que Uzún Hasán saqueaba sus dominios acompañado por doce mil jinetes. Uzún Hasán, sospechando que Jahan Shah trataría de atacarlo, había ordenado guarnecer los puertos de montaña. A pesar de las continuas negociaciones realizadas por mensajeros, las onerosas exigencias de Jahan Shah impidieron que se alcanzase un acuerdo entre los dos enemigos. La llegada del invierno obligó a Jahan Shah a detener su avance tras haber alcanzado Muş. Ante la queja de sus tropas, decidió trasladarlas a cuarteles de invierno. Durante la maniobra, Uzún Hasán sorprendió a la hueste de Jahan Shah y le infligió una derrota total el 11 de noviembre de 1467 en la batalla de Chapakchur. Jahan Shah resultó muerto mientras trataba de escapar y su fallecimiento puso fin al periodo de apogeo de los Kara Koyunlu. Le sucedió su incompetente hijo Hasan Ali. Se le enterró en la zona meridional de la Goy Macid (mezquita azul), en Tabriz.